# Akwedukt w Skopju

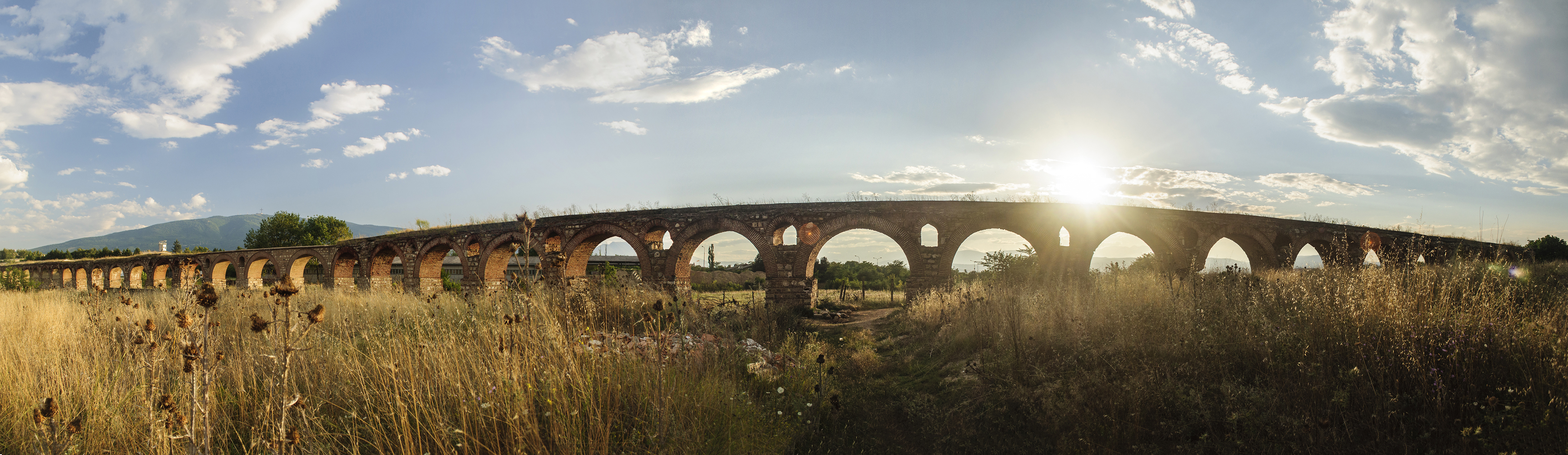
Panorama akweduktu

Akwedukt w Skopju (mac. Скопски аквадукт) – akwedukt w pobliżu Vizbegova 2 km na północny zachód od centrum Skopja, w Macedonii Północnej.
Nie jest znana data budowy akweduktu. Istnieją trzy teorie powstania akweduktu:
- za czasów rzymskich w I w. w celu doprowadzenia wody do obozu legionów rzymskich Skupi,
- za panowania bizantyjskiego w czasach Justyniana I w celu doprowadzenia wody do miasta Iustiniana Prima (w związku z tą teorią akwedukt bywa też nazywany Akweduktem Justyniana),
- za czasów osmańskich w XVI wieku w celu zaopatrzenia w wodę dużej ilości łaźni publicznych[1].

Akwedukt był używany aż do XVIII wieku. Obecnie pozostało z niego tylko około 386 metrów z 55 łukami z kamienia i cegły. Przyjmuje się, że akwedukt pobierał wodę ze źródła Lavovec (wieś Głuwo) 9 km na północny zachód od Skopje i doprowadzał wodę do centrum miasta.